# Pjegasti jastrebljak
Pjegasti jastrebljak (pjegavi jastrebljak lat. Hypochaeris maculata), zeljasta trajnica iz porodice glavočika raširena od atlantske obale Europe na istok do Sibira i  Xinjianga. Javlja se po sunčanim i polusvjetlim staništima, od travnatih nizina do pretplaninskih područja. Raste i u Hrvatskoj.
Ima uspravnu stabljiku do 70 cm visine. Dvospolnih je žutih cvjetova skupljenih u glavičate cvatove. Plod je ahenij.
Mladi listovi su jestivi, sirovi na salatu ili termički obrađeni.
Drgi autori ovuvrstu svrstavaju u rod Trommsdorffia, kao Trommsdorffia maculata (L.) Bernh.
- H. maculata
- H. maculata
- H. maculata
- H. maculata

## Sinonimi
- Trommsdorffia maculata (L.) Bernh.